# رطبان أصفر الساق
رطبان أصفر الساق (الاسم العلمي:Hygrocybe xanthopoda) هو نوع من الفطريات يتبع جنس الرطبان من الفصيلة الهدبانية.